# Biblioteca provinciale di Salerno
La Biblioteca provinciale di Salerno è la più antica biblioteca provinciale d'Italia. Ha sede a Salerno in via Valerio Laspro, nella parte alta della città. Era il principale luogo con sala studio a disposizione della cittadinanza nel territorio comunale di Salerno (accanto principalmente all’Archivio di Stato ed all’archivio e biblioteca diocesana e in minor misura all’archivio comunale ed all’emeroteca di villa Carrara) e il più frequentato da studenti delle superiori ed universitari.
Chiusa dal 18 novembre 2024 fino a nuova disposizione. 

## La storia
La biblioteca fu fondata nel 1843, presso la sede del liceo "Torquato Tasso", da Francesco Cerenza che donò circa 500 volumi della sua biblioteca privata. In seguito divenne bibliotecario Francesco Linguiti che compilò il primo catalogo a stampa nel quale vennero elencati 6840 volumi. Nel 1910 la sede della biblioteca fu trasferita a Palazzo Pinto e nel 1911 Andrea Sinno ne divenne direttore. Nel 1961, a causa di problemi di staticità di Palazzo Pinto, il nuovo direttore Antonio Colombis ne decretò il trasferimento in via Roma presso palazzo Migliaccio, nel frattempo che venne costruita la biblioteca di via Laspro. Tra il 1973 e il 1982 la biblioteca ospitò ed organizzò diverse iniziative culturali. La biblioteca, dopo ulteriori problemi di staticità dell'edificio in cui aveva sede, fu aperta definitivamente nel 1995. Presso lo storico palazzo Migliaccio è invece dislocata la biblioteca provinciale di archeologia e storia dell’arte oltre alla direzione provinciale dei musei e delle biblioteche.
Allo stato attuale le condizioni materiali dell'edificio sono degradate. Le scale di emergenza esterne sono chiuse in quanto inagibili; si registrano infiltrazioni d’acqua e danneggiamenti di numerose porzioni del pavimento in linoleum.

## Patrimonio
La biblioteca può vantare di oltre quattrocentomila titoli tra i quali si ricordano rari volumi, pergamene, manoscritti, incunaboli e cinquecentine.

### Manoscritti rari
La raccolta è costituita da manoscritti, diplomi e libri a stampa a partire dal XV secolo in poi.
I manoscritti sono 430 di cui i più antichi, un rituale pergamenaceo e il codice delle Consuetudines Civitatis Amalfie, risalgono al XV secolo. Per quanto riguarda le pergamene, databili dal X al XVIII secolo, provengono specialmente dal monastero di San Giorgio, nel centro storico della città.

### Emeroteca
Al piano terra dell'edificio è situata un'emeroteca dove è possibile consultare i più importanti quotidiani nazionali e locali. Essa raccoglie oltre duecento testate giornalistiche relative ad un periodo che va dalla fine del 1800 fino ai giorni nostri.